# Ursus (proizvajalec traktorjev)
Ursus je poljski proizvajalec traktorjev. Podjetje so ustanovili trije inženirji in štirje poslovneži v Varšavi leta 1893. Leta 1980 so proizvedli 60000 traktorjev na leto, leta 1995 je proizvodnja padla na okrog 16000, leta 2006 pa samo 1578 traktorjev.